# Судаков, Илья Яковлевич
Илья́ Я́ковлевич Судако́в (20 июля [1 августа] 1890, Ростовка, Нижнеломовский уезд, Пензенская губерния, Российская империя — 1 сентября 1969, Москва, СССР) — советский театральный режиссёр, актёр театра и кино, театральный педагог, народный артист РСФСР (1938), дважды лауреат Сталинской премии (1942, 1951). Член ВКП(б) с 1940 года по 1952 года.

## Биография
Родился в селе Ростовка Нижнеломовского уезда Пензенской губернии. Отец его был дьячком.
Пензенскую духовную семинарию не окончил, так как за участие в революционном кружке был в 1910 году заключён в тюрьму. В 1911—1914 годах отбывал ссылку в Канском уезде Енисейской губернии.
В 1914—1916 годах учился в Народном университете А. Л. Шанявского. В 1916 году был принят во 2-ю студию МХТ; с 1919 года исполнял также небольшие роли в спектаклях Художественного театра («На дне», «Царь Фёдор Иоаннович», «Синяя птица», «Смерть Пазухина»). Во 2-й студии дебютировал как режиссёр, поставив в 1923 году «Грозу» А. Н. Островского.
В 1924 году, после закрытия 2-й студии, Илья Судаков, как и другие её актёры и режиссёры, был переведён во МХАТ. Здесь он стал одним из самых активных строителей нового, современного репертуара: под художественным руководством К. С. Станиславского, совместно с В. И. Немировичем-Данченко, а также самостоятельно осуществил ряд постановок, в том числе и такие знаковые, как «Дни Турбиных» М. А. Булгакова и «Бронепоезд 14-69» Вс. Иванова; немало способствеовал утверждению на сцене Художественного театра современной драматургии, лично работал с авторами. Как актёр Судаков в этот период в основном заменял других актёров в тех спектаклях, в которых был сопостановщиком.
В 1933 году Судаков возглавил Московский театр рабочей молодёжи (ТРАМ), продолжая ставить спектакли и во МХАТе. В 1937 он был назначен главным режиссёром Малого театра, который возглавлял до 1944 года. В 1944—1946 годах руководил Театром-студией киноактёра, в 1946 году вернулся во МХАТ, где работал до 1948 года. В 1948—1952 годах возглавлял Центральный театр транспорта, в 1952—1953 годах — Театр имени Я. Купалы
Немало внимания Илья Судаков уделял также педагогической деятельности: в 1930—1956 годах преподавал в ГИТИСе, в 1941 году ему было присвоено звание профессора.
В 1957 году Илья Яковлевич был назначен главным режиссёром Московского драматического театра (ныне Театр на Малой Бронной), коллектив связывал с этим назначением большие надежды, однако он успел поставить только один спектакль и тяжело заболел.

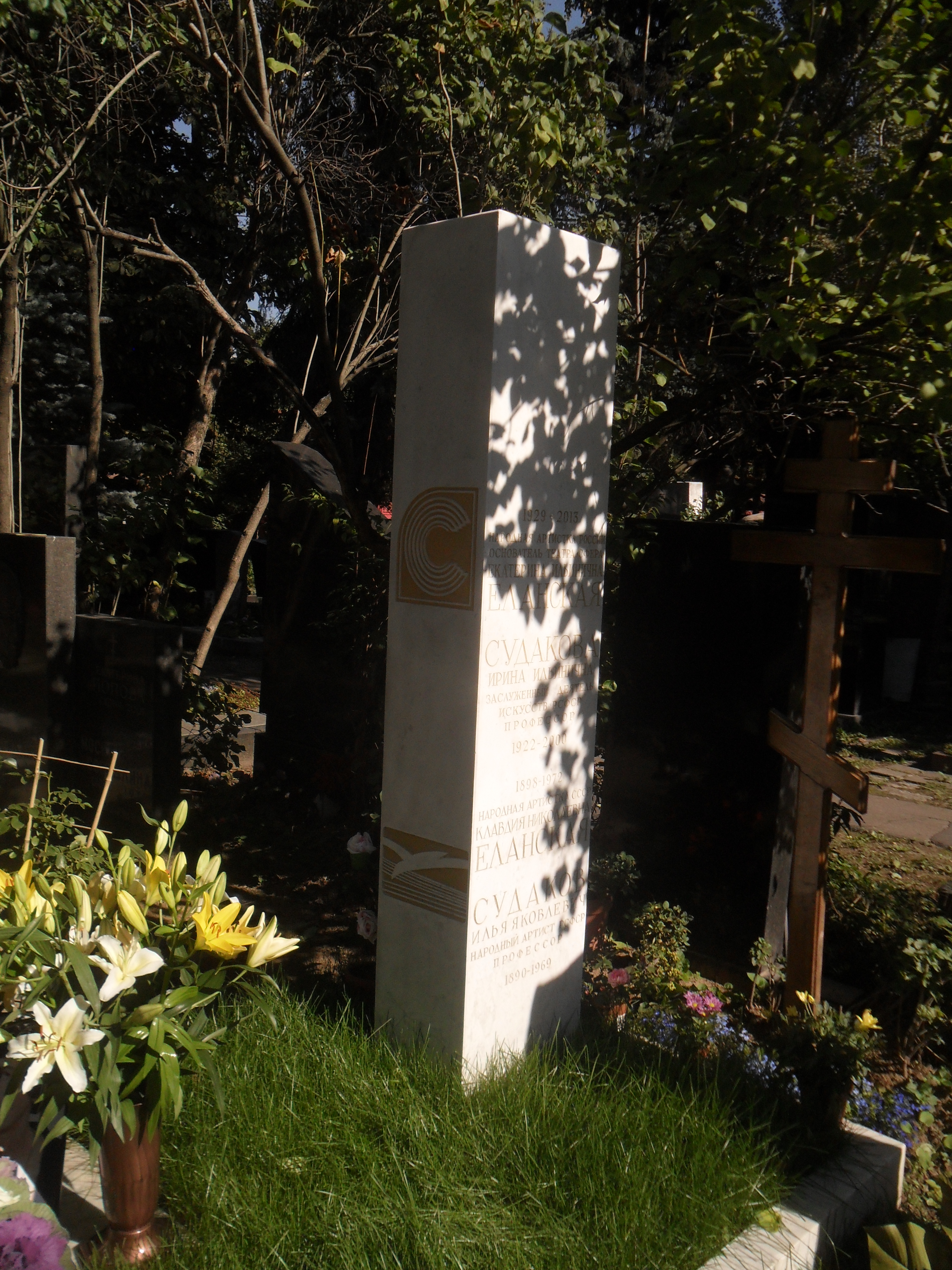
Могила Судакова на Новодевичьем кладбище Москвы.

Умер 1 сентября 1969 года. Похоронен в Москве на Новодевичьем кладбище (участок № 7).

## Признание и награды
- Заслуженный артист РСФСР (18 января 1933)
- Заслуженный деятель искусств РСФСР (1935)
- Народный артист РСФСР (26 октября 1938)
- Сталинская премия первой степени (1942) — за постановку спектакля «В степях Украины» А. Е. Корнейчука (1941)[9]
- Сталинская премия второй степени (1951) — за роль Иоахима Пино в фильме «Заговор обречённых» (1950)
- три ордена Трудового Красного Знамени (03.05.1937 — за выдающиеся заслуги в деле развития русского театрального искусства; 26 октября 1948; 25 февраля 1955)
- медали

## Семья
- жена — Клавдия Еланская (1898—1972) — актриса.
- дочь — Ирина Судакова (1923—2000) — режиссёр, театральный педагог.
- дочь — Екатерина Еланская (1929—2013) — театральная актриса и режиссёр, народная артистка Российской Федерации (1999), заслуженный деятель искусств России.
- Внук — Александр Викторович Коршунов (род. 1954), народный артист России, актёр и режиссёр Малого театра, театра «Сфера»
- Правнучка — Клавдия Коршунова — актриса театра Современник
- Правнук — Степан Коршунов — актёр Малого театра, театра «Сфера»
- Сестра — Анастасия (Анна) Судакова (Лаубе) (1900—1974).
- Сестра — Александра Судакова (Гончарова) (род. 1903).
- Воспитанники (дети сестры Анастасии) — Андрей Гончаров, Феликс Лаубе.
- Отец — Яков Трофимович Судаков.

## Творчество

### Роли в театре
МХАТ (1919-1949)
- 1919 — «На дне» М. Горького — Васька Пепел
- 1922 — «Синяя птица» М. Метерлинка — Пес
- 1924 — «Смерть Пазухина» М. Е. Салтыкова-Щедрина — Никола Велегласый
- 1924 — «Царь Фёдор Иоаннович» А. К. Толстого — князь Туренин
- 1925 — «Елизавета Петровна» Д. П. Смолина — Ушаков
- 1926 — «Дни Турбиных» М. Булгакова — Алексей, Тальберг, Мышлаевский, Студзинский, Кирпатый
- 1927 — «Бронепоезд 14-69» Вс. Иванова — Васька Окорок, Незеласов, Знобов, Обаб
- 1929 — «Блокада» Вс. Иванова — Рубцов
- 1930 — «Воскресение» по роману Л. Н. Толстого — От автора
- 1932 — «Страх» А. Н. Афиногенова — профессор Захаров
- 1936 — «Гроза» А. Н. Островского — Кулигин
- 1948 — «Хлеб наш насущный» Н. Е. Вирты — Тихий
- 1949 — «Илья Головин» С. В. Михалкова — Рослый

### Постановки в театре

#### МХАТ(1926-1948)
- 1926 — «Дни Турбиных» М. А. Булгакова (художественный руководитель постановки — К. С. Станиславский)
- 1927 — «Бронепоезд 14-69» Вс. Иванова (совместно с Н. Н. Литовцевой; художественный руководитель постановки — К. С. Станиславский)
- 1928 — «Растратчики» В. Катаева (художественный руководитель постановки — К. С. Станиславский)
- 1929 — «Блокада» Вс. Иванова (совместно с Вл. И. Немировичем-Данченко)
- 1930 — «Отелло» У. Шекспира (художественный руководитель постановки — К. С. Станиславский)
- 1931 — «Страх» А. Афиногенова
- 1931 — «Хлеб» В. Киршона
- 1934 — «Гроза» А. Н. Островского (совместно с Вл. И. Немировичем-Данченко)
- 1935 — «Платон Кречет» А. Корнейчука
- 1947 — «Дядя Ваня» А. П. Чехова (совместно с М. Н. Кедровым и Н. Н. Литовцевой)
- 1947 — «Алмазы» Н. Асанова (совместно с В. Я. Станицыным и И. М. Раевским
- 1948 — «Хлеб наш насущный» Н. Вирты

#### Малый театр(1937-1943)
- 1938 — «Горе от ума» А. С. Грибоедова (совместно с П. М. Садовским)
- 1939 — «Волк» Л. М. Леонова
- 1939 — «Жизнь» Ф. И. Панферова
- 1940 — «Уриель Акоста» Гуцкова
- 1941 — «Варвары» М.Горького (совместно с К. А. Зубовым)
- 1941 — «В степях Украины» А. Е. Корнейчука
- 1942 — «Отечественная война 1812 года» по роману Л. Н. Толстого «Война и мир» (инсценировка И. Я. Судакова)
- 1942 — «Фронт» А. Корнейчука
- 1943 — «Нашествие» Л. Леонова

ТРАМ (Москва)
- 1937 — «Как закалялась сталь» Н. А. Островского

### Роли в кино
- 1949 — Александр Попов — Менделеев
- 1950 — Жуковский — Менделеев
- 1950 — Заговор обречённых — Иохим Пино

## Комментарии
1. ↑  Ныне — Каменского района Пензенской области.
2. ↑  Этот факт советские энциклопедии (в том числе БСЭ) опускали, утверждая, что он родился и вырос в Москве.